# Нрі (держава)
Нрі  — держава на Заході Африки, що утворилася внаслідок об'єднання вождества народу ігбо в нижній течії річки Нігер. 1911 року підкорена Великою Британією, увійшовши до складу протекторату Південна Нігерія.

## Історія
Утворення протодержави народу ігбо відбулося в X ст. на основі культури Ігбо-Укву. Розвиток пов'язано з міфічним володарем Ері. Втім справжнім засновником держави став Іфікуанім, що в середині XI ст. заснував перші державні інституції.
Постово відбувалося розширення меж держави. Проте воно не перетворилося на «велику імперію». Приєднання інших вождеств та поселень переважно відбувалося не військовим шляхом, а через ритуальну клятву.
Лише з XVI ст. відбувається розширення території Нрі за межі власне поселень ігбо, зокрема досягає міста Іда на півдні мешкання народу ігала (в північному напрямку). З XVII ст. на півдні до володінь включаються землі у нижній течії нігеру та на його західному узбережжя.
Напочатку XVIII ст. держава вступає в чергу внутрішніх конфліктів. Водночас розширюються контакти з європейцями. З кінця цього ж століття відбувається зменшення території. У XIX ст. Нрі повернулося до попереднього розміру.
У 1902 році після знищення конфедерації Аро та підкорення прибережних міст-держав, британці спрямували загарбницькі зусилля вглиб континенту. 1905 року починається відкритий конфлікт Нрі з британськими загонами. 1911 року британці здобули перемогу і змусили езе Обаліке зректися своєї влади над іншими поселення ігбо, що призвело до зникнення держави. В подальшому представники династії зберегли церемоніальний титул езе, що зберігся до тепер.

## Устрій
Нрі було теократією. На чолі стояв жрець-володар (езі Нрі), який здійснював урядування через своїх посадовців мбурічі ("навернених) та нді Нрі (ритуальні ніспектори). Останні постійно пересувалися між підвладними поселеннями. В останніх панували місцеві вожді, що визнавали священну владу езі, яку називали «кенга», та мбурічі. В подальшому мбурічі перетворилися на потужну знать.
Самого езе обирали представники жрецтва (нді Нрі), які серед кандидатів, що належали до правлячого роду, виявляли надприродні здібності. Його оголошували правителем після символічної подорожі до Агулері на річці Анамбра. там обраний віддавав шану святиням, божествам та могилам предків. На 7 день повертався, щоб пройти символічне поховання та ексгумацію, потім був помазаним білою глиною (символом чистоти) та отримував скіпетр (удуду-езе).
Держава була поділена на області — одінані.

## Економіка
Основними галузями були сільське господарство, мисливство та торгівля. Работоргівля була заборонено З XVI ст. було видано наказ, за яким будь-який раб, що потрапляв на території Нрі оголошувався вільним. Розрахунки здійснювали бронзовими або мідними кільцями окпого.

## Культура

### Релігія
Сповідували власну релігію ігбо, що називалася одінала. Основою її був пацифізм та релігійна терпимість. Цей релігійний пацифізм коренився у вірі, що насильство — це мерзота, яка забруднює землю. Втім езе міг «відлучити» любого ігбо за порушення табу. Завдяки цьому зберігався контроль над поселеннями. Водночас від езе та його представники нді залежала родючість землі та відсутність природних лих.
Існувало 6 типів табу: людини (наприклад, близнюки), тварини, об'єкти, тимчасові, поведінкові, мовні та місцеві табу. Правила щодо цих табу використовувались для навчання та управління. Це означало, що, хоча представники народу ігбо належали до різного соціального та політичного статусу вони усі слідували вірі одінала, а відповідно підкорялися її уособленню на Землі — езе Нрі.
Важливою частиною поєднання віри та світського життя було нижне пальмове листя (ому): людина, що його несла, мала захист. Її видавав лише езе у особливих випадках.

### Мистецтво

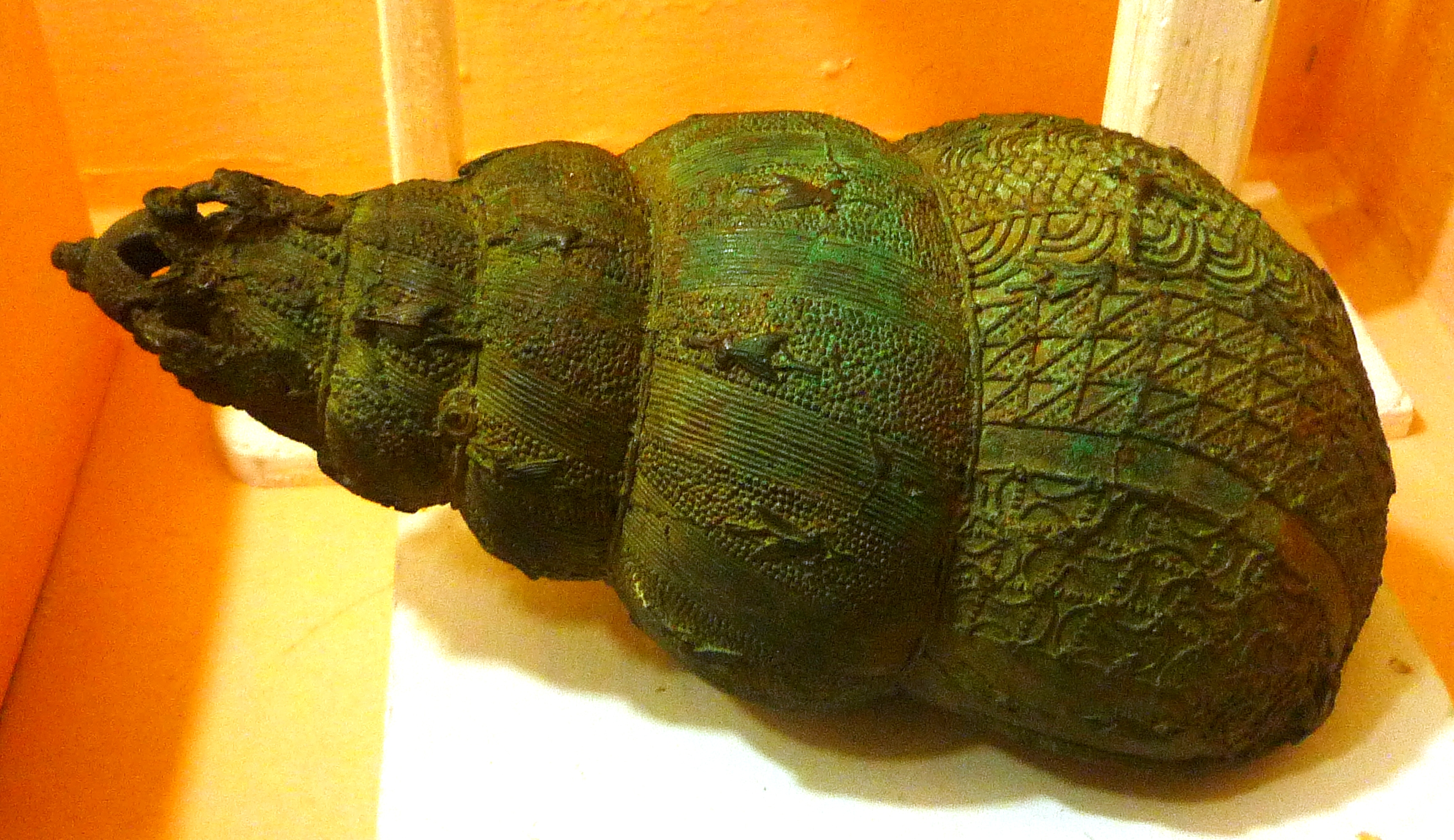
Бронзова мушля

Значних успіхів майстри Нрі досягли у бронзову литті. Його часто порівнюють з бенінським або з Іфе. Втім за дослідження технологія бронзи Нрі відрізняється, й воно давнішнє за інше з долини Нігеру.
З бронзи зображували тварин, переважно голови слона, птахів, равликів, хамелеонів, а також природні аспекти, наприклад птах, що висиджує яйця. З бронзи виготовляли різний посуд у вигляді гарбуза з ручками.